# Stravascia
La Stravàscia (AFI: [stravàʃa]; talvolta erroneamente Stradascia) è un quartiere del comune di Corbetta in provincia di Milano, situato a meno di mezzo chilometro dal centro storico del centro del comune di appartenenza.

## Storia
Il nome del quartiere, Stravascia, è di chiara derivazione dialettale ed è certamente l'elemento più curioso, anche se ad oggi non si è trovata una chiara etimologia esposta. La più accreditata, sarebbe quella di ricondurre il nome ad un termine traducibile con "Stradaccia" ovvero strada vessante in cattive condizioni, disconnessa, con evidente riferimento anche all'attuale situazione della strada (oggi via Parini ), che si trova ad essere perfettamente carrozzabile nella sua parte vicina al centro storico, per poi divenire un sentiero di campagna che conduce sino alla frazione di Castellazzo de' Stampi..
L'area stessa è ancora fortemente rurale e come tale raggruppa in prevalenza cascine e strutture agricole, accompagnate da un paesaggio naturale quasi incontaminato e con numerosi fontanili.
Data la posizione esterna al paese, inoltre, l'area accoglie anche il cimitero locale dalle disposizioni napoleoniche del 1804 e la piattaforma ecologica comunale.
Dal 2004 l'area dispone anche di un luogo di culto, focalizzabile nella cappella del cimitero comunale.

## Le chiese

### Cappella della Risurrezione (cimitero)
La Cappella della Risurrezione è una costruzione ad uso religioso presente all'interno del vasto complesso del cimitero di Corbetta.
Il cimitero del paese venne costruito nella posizione attuale probabilmente già a partire dal 1804, cioè quando l'Editto di Saint-Claude, emanato da Napoleone Bonaparte, aveva previsto le sepolture fuori dai centri abitati per evitare l'insorgere di malattie ed infezioni, rendendo quindi inservibile l'antico cimitero parrocchiale posto proprio di fianco alla chiesa prepositurale. Un ampliamento della struttura napoleonica venne poi realizzato su progetto dell'ingegner Giovanni Zari nel 1927 quando il paese superò i 7 500 abitanti con la costruzione del portale d'ingresso e le prime cappelle sul fianco sinistro.
Stranamente però, per quasi due secoli, tale luogo è rimasto sprovvisto di una cappella ove fosse possibile officiare i riti funebri o messe commemorative al camposanto. La costruzione attuale, infatti, è stata eretta nel 2004 nell'ambito dei lavori di ampliamento del cimitero stesso ed ha ripreso per stile e decorazioni interne ed esterne il lungo colonnato che circonda tutto il camposanto.
La struttura della cappella del complesso è semicircolare, con un tetto interno in legno esternamente rivestito in rame, preceduta da un porticato stondato ad archi e visibile anche al suo interno attraverso una serie di ampie vetrate che danno luce al complesso. Al suo interno sono stati inumati alcuni parroci che a Corbetta hanno espletato il loro servizio o sacerdoti nativi corbettesi che precedentemente avevano trovato sepoltura in tombe singole sparse nel cimitero. Tra i prevosti della collegiata ivi sepolti vi sono le salme di Giacomo Zaccheo, Pasquale Carnaghi, Attilio Barera, Italo Zat, Edoardo Sacchi e Bruno Pegoraro. Attualmente la chiesa è utilizzata per la celebrazione della Messa ogni secondo mercoledì del mese.
Nel cimitero trovano sepoltura anche personaggi di rilievo come lo scrittore scapigliato ed archeologo Carlo Dossi, il senatore Giuseppe Mussi (che fu sindaco di Corbetta, di Milano e vicepresidente della Camera dei deputati del Regno d'Italia), il partigiano Pierino Beretta, il musicista, compositore e sindaco Aldo Salvi, il senatore Giuseppe Resta, numerosi membri della famiglia del venerabile Luigi Maria Olivares.